# Okręg Sarlat-la-Canéda
Okręg Sarlat-la-Canéda (fr. Arrondissement de Sarlat-la-Canéda) – okręg w południowo-zachodniej Francji. Populacja wynosi 74 000.

## Podział administracyjny
W skład okręgu wchodzą następujące kantony:
- Belvès,
- Carlux,
- Domme,
- Bugue,
- Montignac,
- Saint-Cyprien,
- Salignac-Eyvigues,
- Sarlat-la-Canéda,
- Terrasson-Lavilledieu,
- Villefranche-du-Périgord.